# 天地図
天地図（てんちず、簡体字: 天地图; 拼音: Tiāndìtú）は、中華人民共和国国家測量局（国家測絵局）により提供されている、一般ユーザー向けの世界地図を利用した地理情報検索サービス。英語名はMAPWORLD。

## 概要
中国現地時間2010年10月21日にサービス開始された。
アメリカ合衆国Digital Globe社のデータを元に、地図、衛星画像、3D画像からサービスが構成されている。中華人民共和国全国300都市以上の、解像度0.6メートルの衛星画像を含む地理情報データが採用されている。